# 松小池町
松小池町（まつこいけちょう）は静岡県浜松市中央区の町名。丁番を持たない単独町名である。住居表示未実施。

## 地理
東で白鳥町及び中里町、西で下石田町及び安新町、南で中野町、北で流通元町と接する。

### 学区
小学校・中学校の学区は以下の通りである。
- 浜松市立中ノ町小学校
- 浜松市立天竜中学校

## 歴史

### 町名の由来
かつて池があり、この池の周りに松が生い茂っていたことから命名された。

### 沿革
- 1889年（明治22年）4月1日 - 町村制施行。松小池村や大明神村が周辺の村と合併し、豊田郡中ノ町村が発足。旧村名は中ノ町村の大字として残る[書籍 2]。
- 1896年（明治29年）4月1日 - 郡制の施行により所属郡が浜名郡に変更。
- 1954年（昭和29年）3月31日 - 浜名郡中ノ町村が浜松市が編入される。
- 1955年（昭和30年） - 大字松小池が大字大明神の一部を編入するとともに、町名を松小池町に変更する[書籍 1]。
- 1973年（昭和48年）4月1日 - 上石田町・下石田町・松小池町・貴平町・白鳥町の各一部を合わせて流通元町を新設[WEB 8]。
- 2007年（平成19年）4月1日 - 浜松市が政令指定都市となる。松小池町は東区の一部となる。
- 2024年（令和6年）1月1日 - 浜松市の行政区再編により、松小池町は中央区の一部となる。

## 施設
- あそび学園保育所型認定こども園浜っ子こども園
- 東洋インフラテック 本社
- 西濃運輸浜松支店
- DCM浜松インター店
- 曹洞宗白池山全岩寺
- 松之浦神社

## 交通

### バス
- 遠鉄バス78蒲線：（浜松駅 - ）松小池（ - 産業展示館・笠井上町 方面）

### 道路
- 静岡県道65号浜松環状線

## その他

### 警察
警察の管轄区域は以下の通りである。
| 番・番地等 | 警察署       | 交番・駐在所 |
| ---------- | ------------ | ------------ |
| 全域       | 浜松東警察署 | 和田交番     |

### 消防
消防の管轄区域は以下の通りである。
| 番・番地等 | 消防署   | 本署/出張所 |
| ---------- | -------- | ----------- |
| 全域       | 東消防署 | 本署        |

### 書籍
1. 1 2  『わがまち文化誌 天竜川と東海道 -浜松の東玄関-』浜松市天竜公民館、1994年2月26日、27頁。
2. ↑  『浜松市史 三』浜松市役所、1980年3月26日、176頁。

### WEB
1. ↑  “h02_22.csv”.   総務省 (2022年2月10日). 2024年6月28日閲覧。
2. ↑  “chuouku_menseki.xlsx”.   浜松市 (2024年3月12日). 2024年6月28日閲覧。
3. ↑  “静岡県 浜松市中央区 松小池町の郵便番号 - 日本郵便”.   日本郵便. 2025年2月15日閲覧。
4. ↑  “市外局番の一覧”.   総務省 (2022年3月1日). 2024年6月28日閲覧。
5. ↑  “事業所案内及び管轄地域（事務所3件、分室3件）”.   一般社団法人静岡県自動車会議所. 2024年6月28日閲覧。
6. ↑  “住居表示実施状況／浜松市”.   浜松市 (2024年1月4日). 2024年6月28日閲覧。
7. ↑  “学校名から探す／浜松市”.   浜松市 (2024年1月1日). 2024年6月28日閲覧。
8. ↑  “zissiitiran1.pdf”.   浜松市 (2024年1月4日). 2024年6月28日閲覧。
9. ↑  “和田交番｜静岡県警察”.   静岡県警察 (2024年1月1日). 2024年6月28日閲覧。
10. ↑  “消防署の町別管轄「ま」／浜松市”.   浜松市 (2023年4月3日). 2024年6月28日閲覧。